# J'en ai marre!
"J'en ai marre!" (engelska: "I'm Fed Up!") är den femte singeln från den franska sångerskan Alizée och den första från hennes andra studioalbum Mes courants électriques. Den släpptes i februari 2003. En engelsk version av låten med titeln "I'm Fed Up!" släpptes senare som singel och fanns med på den internationella versionen av Mes courants électriques.

## Listplaceringar
| Lista (2003) | Topplacering |
| ------------ | ------------ |
| Belgien      | 5            |
| Frankrike    | 4            |
| Italien      | 32           |
| Schweiz      | 5            |
| Sverige      | 57           |
| Tyskland     | 21           |
| Österrike    | 43           |